# 조선왕조실록 오대산사고본
조선왕조실록 오대산사고본(朝鮮王朝實錄 五臺山史庫本)은 서울특별시 종로구 국립고궁박물관에 있는 조선왕조실록이다. 
1973년 12월 31일 대한민국의 국보 제151-3호 조선왕조실록 오대산본(朝鮮王朝實錄 五臺山本)으로 지정되었다가, 2010년 8월 25일 현재의 명칭으로 변경되었다.

## 개요
『조선왕조실록』은 조선 태조에서부터 조선 철종 때까지 25대 472년간(1392∼1863)의 역사를 편년체(編年體: 역사적 사실을 일어난 순서대로 기술하는 역사서술의 한 방식)로 기록한 책이다.
오대산사고는 1606년(선조 39) 경에 설치되었다. 임진왜란으로 전주사고본을 제외한 나머지 실록들이 모두 소실되자 조선정부는 1603년(선조 36) 7월부터 1606년 3월까지 전주사고본을 바탕으로 태조부터 명종까지의 실록 4부를 재간행했다. 그리고 강화·태백산·묘향산·오대산 등지에 사고를 새로 건축하여 서울의 춘추관사고와 함께 5곳의 사고에 실록을 보관하였다. 당시 실록을 재간행할 때 4부 중 3부는 정본(正本)으로 인쇄했지만, 전란 이후 경제적인 어려움 때문에 나머지 1부는 정본 인쇄를 하지 못했다. 이에 조선정부는 최종 교정쇄본을 장정(裝幀)하여 정본을 대신하도록 했는데, 이 교정쇄본이 오대산사고에 보관되었다. 따라서 오대산사고본 실록 중 태조~명종실록은 교정쇄본이고 이후에 소장된 선조~철종실록은 정본이다.
오대산사고본 실록은 일제강점기인 1913년경에 일제에 의해 동경제국대학 도서관에 기증하는 방식으로 반출되었고, 1923년 관동대지진 당시 화재로 인해 대부분이 소실되었다. 화를 면한 오대산사고본 실록 중 27책이 1932년에 경성제국대학으로 이관된 이후 서울대학교 규장각으로 이어졌다. 오대산사고본실록 27책은 1973년 국보로 지정되었고, 이후 일본에 남아있던 오대산본 실록 47책이 2006년에 환수(2007. 2. 26 국보 추가지정), 환수문화재 추가 지정 1책(2019. 6. 26 국보 추가지정)되어 현재 75책이 국립고궁박물관에 소장되어있다.

## 목록
75책의 구성은 다음과 같다.
- 성종실록 9책
- 중종실록 50책
- 선조실록 15책
- 효종실록 1책

## 사진

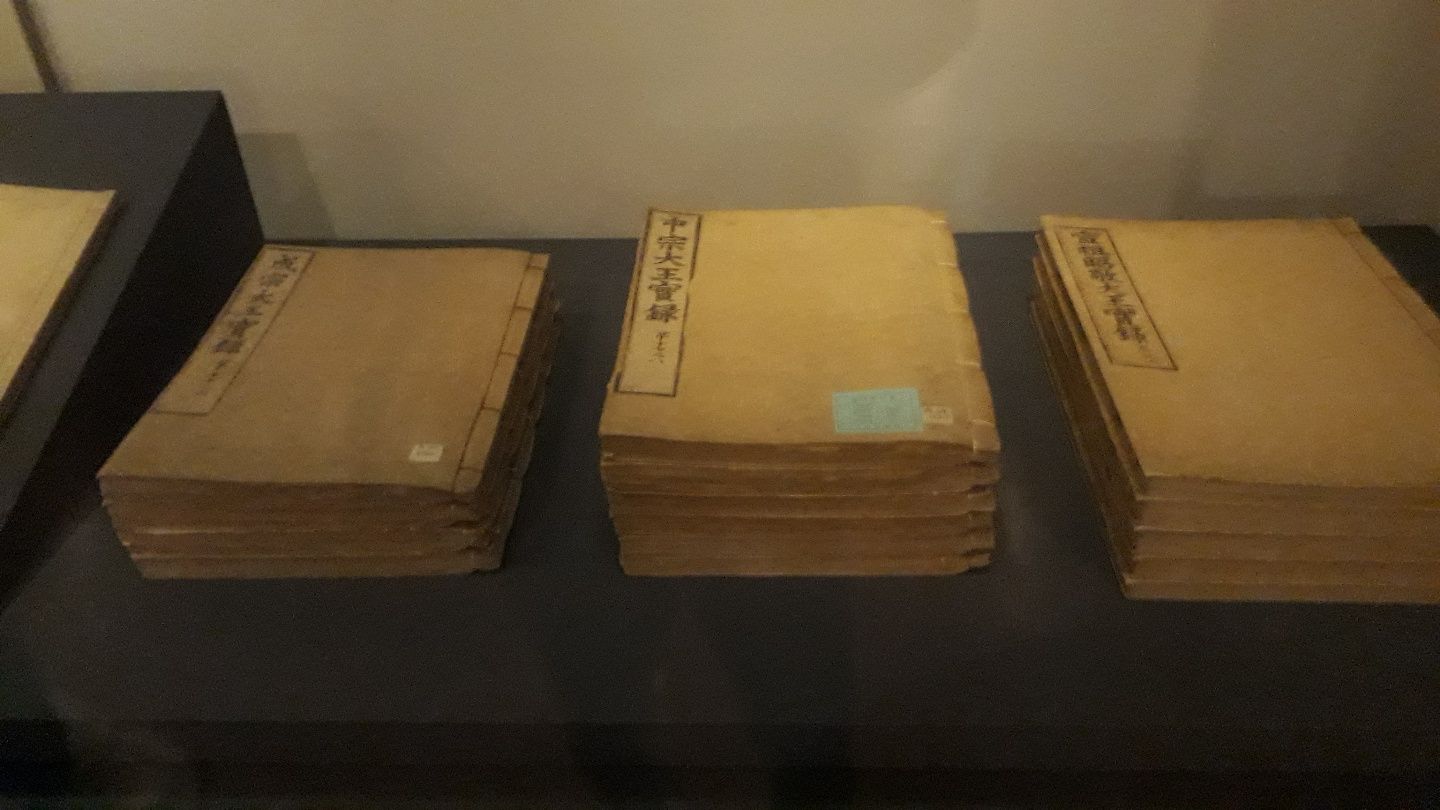
중종실록과 선조실록
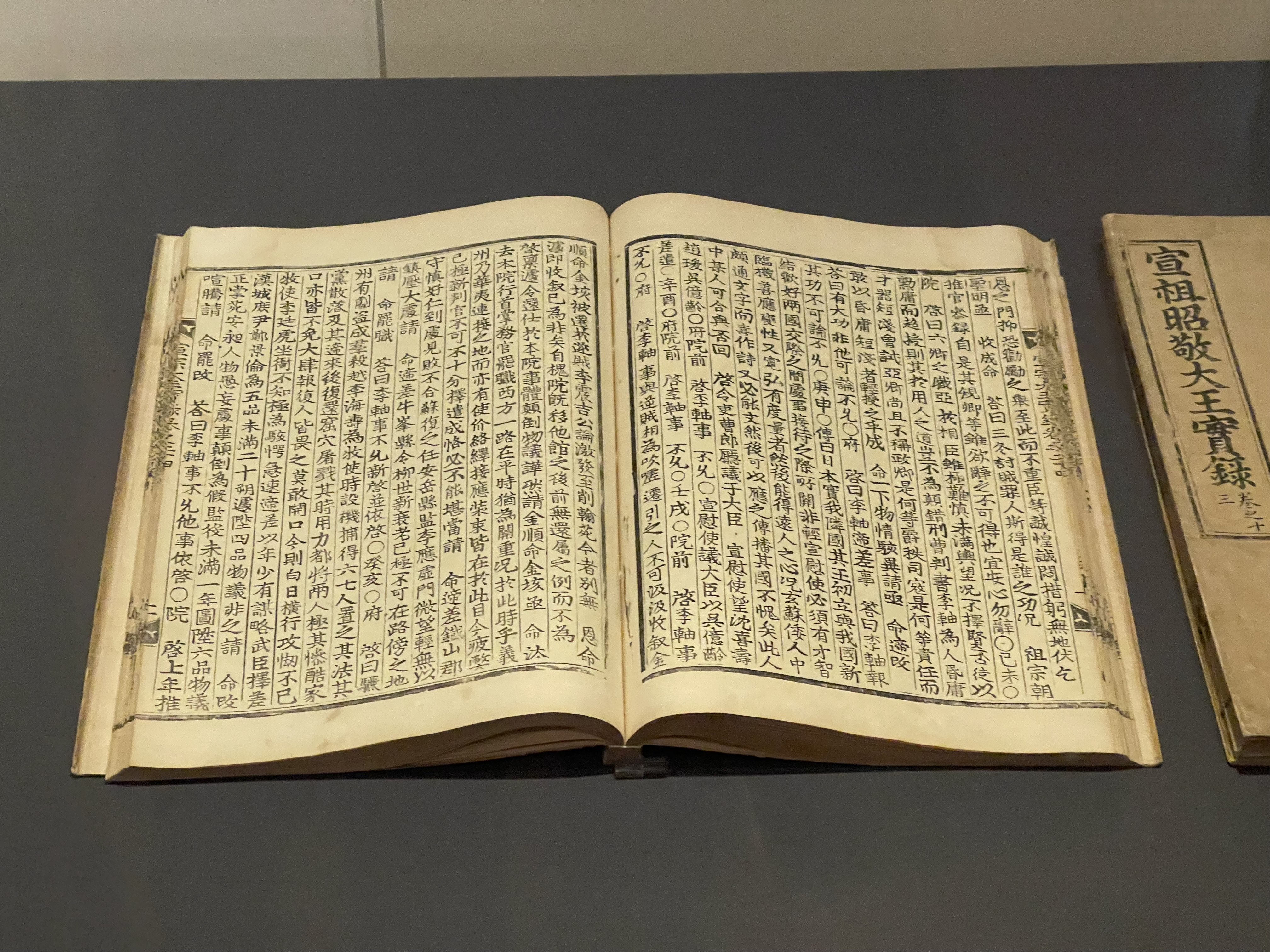

## 같이 보기
- 조선왕조실록
- 평창 오대산사고 - 사적 제37호

## 참고 자료
- 조선왕조실록 오대산사고본 - 국가유산청 국가유산포털